# Homalopoma berryi
Homalopoma berryi är en snäckart som beskrevs av J. H. McLean 1964. Homalopoma berryi ingår i släktet Homalopoma och familjen turbinsnäckor. Inga underarter finns listade i Catalogue of Life.